# Abstrahuj
Abstrahuj – kolejny album zespołu Sexbomba wydany w 2013 przez wytwórnię Lou & Rocked Boys. Bonusem został utwór "Kochajmy Się" powstały w 1987 r. i znany z dema z roku 1989.

## Lista utworów
1. „Abstrahuj”
2. „Nikt inny”
3. „Mały Promil”
4. „Era GMO”
5. „Idziesz czy nie idziesz?”
6. „6 szalików, 7000 pał”
7. „To!”
8. „Ostry i anonimowy”
9. „Najebani, piękni, młodzi”
10. „Wszystko co powiesz”
11. „Kraj(m)story”
12. „Kochajmy się”

## Twórcy
- Robert Szymański – śpiew
- Bogdan Nowak – gitara
- Piotr Welcel – gitara basowa, gitara, śpiew
- Dominik Dobrowolski – perkusja,
- Adam Szymański – gitara, śpiew
- Marcin „Marchewa” Mackiewicz – gitara

Realizacja:
- Marcin „Marchewa” Mackiewicz – FreezeArt Studio - realizacja dźwięku, mix
- Łukasz Falba – projekt graficzny
- SexBomba – muzyka (oprócz 12 - muzyka Tomasz Fabisiak)
- Robert Szymański – słowa